# Kattilasaari (Haparanda kommun)
Kattilasaari är en by i Keräsjokis dalgång invid Keräsjokiån i Nedertorneå socken i Haparanda kommun. Kattilasaari ligger omkring 17 kilometer öster om Björkfors, 13 kilometer väster om Kukkolaforsen, 6 kilometer norr om Parviainen och 13 kilometer sydväst om Karungi. 28 personer över 16 år var registrerade med Kattilasaari som adress enligt Ratsit i november 2016. Under 2017 lade Skanova ner det kopparbaserade telenätet på orten.